# Lübz
Lübz település Németországban, Mecklenburg-Elő-Pomeránia tartományban. Lakosainak száma 6146 fő (2023. december 31.).

## Népesség
A település népességének változása:
| Lakosok száma | 6355 | 6134 | 6342 | 6167 | 6183 | 6146 |
|               | 2015 | 2017 | 2019 | 2021 | 2022 | 2023 |